# Hansa-Brandenburg KDW
Le Hansa Brandenburg KDW (où KDW signifie Kampf Doppeldecker, Wasser , en français, chasseur biplan, eau) est un hydravion à coque biplan de chasse de la Première Guerre mondiale.